# Javorinka
Javorinka este o arie protejată (arie specială de conservare — SAC, sit de importanță comunitară — SCI) din Slovacia întinsă pe o suprafață de 44,31 ha, integral pe uscat.

## Localizare
Centrul sitului Javorinka este situat la coordonatele 48°36′48″N 19°29′59″E / 48.613333°N 19.499722°E.

## Înființare
Situl Javorinka a fost declarat sit de importanță comunitară în aprilie 2004 pentru a proteja 1 specie de plante și 2 specii de animale. Situl a fost protejat și ca arie specială de conservare în martie 2004.

## Biodiversitate
Situată în ecoregiunea alpină, aria protejată conține 2 habitate naturale: Liziere de ierburi înalte hidrofile de câmpie și de nivel montan până la alpin, Fânețe de joasă altitudine (Alopecurus pratensis, Sanguisorba officinalis).
La baza desemnării sitului se află mai multe specii protejate:
- plante (1): Campanula serrata
- păsări (2): presură sură (Emberiza calandra), pietrar sur (Oenanthe oenanthe)

Pe lângă speciile protejate, pe teritoriul sitului au mai fost identificate 8 specii de plante, 1 specie de mamifere, 5 specii de reptile.